# 畠山義隆
畠山義隆（1556年－1576年3月4日）是能登的戰國大名。畠山氏第11代當主。第9代當主畠山義綱的次男（『長尾家譜』記載為長男）。

## 生平
永祿9年（1566年）父親義綱和祖父畠山義續被重臣追放，兄長義慶繼承家督，義隆以二本松氏的身份擔任兄長的補佐役（但是疑點是當時年輕的義隆實際上能否輔助兄長）。
天正2年（1574年），因為兄長突然死去而繼任家督並成為第11代當主，自己亦在天正4年（1576年）死去。有説法指是被重臣毒殺，但是可能是跟兄長義慶的毒殺混同。家督由幼少的兒子畠山春王丸繼承。戒名是幽德院殿宗榮大禪定門。
不過「義隆」的名字在重要的史料上沒有記載，有說法指義隆和義慶是同一人物。但是在上杉家的史料有記錄為「義高」，因此亦不能否定有這個人存在。
還有上杉謙信送給北條高廣的書狀中有把義高的妻子賜予景廣的記述，有要把成為寡婦的義隆的妻子嫁給上杉氏家臣北條景廣的記載（『加能女人系 上』）。